# Nothopsyche bicolorata
Nothopsyche bicolorata là một loài Trichoptera trong họ Limnephilidae. Chúng phân bố ở miền Cổ bắc.